# Robert Parker House
La Robert Parker House è una storica residenza situata al numero 1019 di Chicago Avenue, ad Oak Park, Illinois, negli Stati Uniti. Progettata nel 1892 da Frank Lloyd Wright, questa casa è uno degli esempi più importanti del periodo iniziale della carriera dell'architetto, quando lavorava ancora presso lo studio Adler & Sullivan.
La Robert Parker House è una delle "case clandestine" che Frank Lloyd Wright progettò all'insaputa del suo datore di lavoro Adler & Sullivan. La sua progettazione, benché non rientri nel pieno della sua produzione Prairie School, offre un'anteprima significativa dell'evoluzione del suo stile. Questo edificio, pur con un design contenuto, ha un valore storico e architettonico significativo, contribuendo a definire il percorso che porterà Wright a diventare uno dei più grandi architetti del XX secolo.

## Storia e commissione
La casa fu commissionata da Walter e Thomas Gale, che possedevano diversi lotti lungo Chicago Avenue. Successivamente, l'abitazione fu acquistata dall'avvocato Robert Parker, il cui nome la rese celebre. È uno degli esempi delle cosiddette "case clandestine" ("bootleg houses") progettate da Wright durante il periodo in cui lavorava per Adler & Sullivan. Il termine "bootleg" si riferisce al fatto che Wright fu espulso dal prestigioso studio per aver preso commissioni esterne, il che segnò un punto di svolta nella sua carriera.

## Design e architettura
La Robert Parker House si distingue per l'uso di forme geometriche audaci e per l'innovativo approccio progettuale di Wright. Il piano e il design sono simili a quelli della vicina Emmond House, e presentano una struttura caratterizzata da forme geometriche accentuate. Un elemento distintivo è il torrione ottagonale che si trova accanto all'ingresso, coperto da una tettoia poco sporgente. L'ingresso conduce a una sala di ricevimento ottagonale, una biblioteca e una sala da pranzo. Al piano superiore si trovano quattro camere da letto e un bagno.
La casa, pur non appartenendo ancora allo stile della Prairie School, mostra elementi precursori di quello che sarebbe stato lo sviluppo del linguaggio architettonico di Wright. La composizione irregolare, con baie ottagonali unite a una struttura rettangolare centrale, riflette lo stile di design del primo maestro di Wright, Joseph Silsbee. Inoltre, la casa presenta un tetto a falde ripide con lucernari poligonali, che si discosta dallo stile tipico della Queen Anne, più rotondo e voluminoso, in favore di una geometria più semplificata, una delle influenze più importanti di Louis Sullivan su Wright.

## Evoluzione e importanza
Sebbene la Robert Parker House non rappresenti un esempio puro dello stile Prairie School che Wright sviluppò successivamente, essa è di grande interesse per gli studiosi dell'evoluzione dell'architetto. La casa ha mostrato un’importante transizione nel suo approccio all'architettura, segnando il passaggio da un uso tradizionale delle forme a una semplificazione geometrica più moderna.
Nel corso degli anni, la Robert Parker House ha subito alcune modifiche, ma molte delle caratteristiche originali e dei dettagli architettonici sono ancora visibili. È stata venduta più volte nel corso della sua storia, con l'ultima transazione nel 2014, quando la casa è stata venduta per circa 750.000 dollari.